# 桜田誠一
桜田 誠一（さくらだ せいいち、本名同じ。1935年10月23日 - 2012年3月19日）は、日本の作曲家である。日本作曲家協会会員、日本レコード大賞制定委員会委員でもある。青森県平川市（旧南津軽郡尾上町）出身。

## 略歴
1957年(昭和32年)三船浩の「恋なんて捨てっちまえ」で作曲家デビュー。当時桜田はまだ18歳であった。 1986年（昭和61年）第28回日本レコード大賞最優秀歌唱賞に、北島三郎の「北の漁場」が受賞（作詞：新條カオル、編曲：斉藤恒夫）。1987年（昭和62年）第29回日本レコード大賞最優秀歌唱賞に、大月みやこの「女の駅」が受賞（作詞：石本美由起、編曲：丸山雅仁）。
2012年3月19日、急性白血病により死去。76歳没。

## 主要作品
- 北島三郎
  - 北の漁場
- 大月みやこ
  - 女の駅
  - 夕陽の波止場
  - なさけ船
  - 女の舞
  - 冬の駅
  - 夜の雪
  - 心の駅
  - 乱れ雪
  - 儚な川
- 春日八郎
  - 花の同期生・古都・燃えろ夕陽・倖せごっこ・故郷ってなんだろう・淋しくないかい
  - 港町夜話
  - 一年ぶりに/嫁ぐ娘に
  - あゝさすらい
- 三橋美智也
  - 哀唱琴の湖
  - あゝ関ヶ原
  - 越後絶唱
- 天童よしみ
  - あばれ玄海
- 千昌夫
  - 望郷酒場
- 村上幸子
  - 不如帰（ほととぎす）
  - 放浪記
- 芦屋雁之助
  - コップ酒
- 原田悠里
  - 俺に咲いた花
  - 愛の河
  - 母鏡
- 瀬口侑希
  - ねぶた
  - 火垂海峡
  - 雪よ飾れ
  - 女優
  - うた
  - 海峡
  - 不如帰
  - ガラスの雪
  - 放浪記
  - 愛の旅人
- 五木ひろし
  - 雨あがり
- 佐々木新一
  - あの娘たずねて
  - りんごの花が咲いていた
- 細川たかし
  - 北の男歌
- 大黒裕貴
  - ほっといてんか
  - 越冬平野
- 大津美子
  - 銀座の蝶
- 仲宗根美樹
  - 川は流れる
- 真木由布子
  - 雪の華
- 中西りえ
  - 北海男節
  - 匠